# Cercomacra
Cercomacra là một chi chim trong họ Thamnophilidae.